# Jushi Sentai France Five
Jushi Sentai France Five, te vertalen als Musketeers Squadron France Five (later ook bekend als Shin Kenjushi France Five, ofwel New Sword Musketeers France Five), is een Franse serie geproduceerd door Buki X-4 Productions sinds 2000. De serie is gebaseerd op Toei's Super Sentai series, die ook in Frankrijk sinds de jaren 80 populair zijn.
De zanger Akira Kushida heeft voor de Japanse nasynchronisatie van aflevering 4 een originele introsong bedacht. Voor die tijd gebruikte elke aflevering een remix van intro’s van oudere Sentai-series (Choujin Sentai Jetman en Choudenshi Bioman).

## Verhaal
Het buitenaardse keizeerijk Lexos, onder leiding van Glou Man Chou, zet zijn zinnen op de Aarde. Bij aankomst blijkt echter dat men jaren geleden al uitging van een mogelijke dreiging uit de ruimte. De aarde wordt omgeven door een krachtveld waardoor Glou Man Chou niet zijn hele leger in een keer naar de Aarde kan sturen.
Al snel ontdekt Chou dat de Eiffeltoren de bron van dit krachtveld is, en stuurt een voor een zijn soldaten naar de Aarde om de toren te vernietigen zodat hij een grootse invasie kan beginnen. Om de toren te beschermen wordt een speciaal vechtteam samengesteld: de France Five.

## Cast
De helden
- Antoine Deschaumes/Red Fromage
  - Gespeeld door Sébastien Ruchet

- Thierry Durand/Black Beaujolais
  - Gespeeld door Grégory Goldberg

- Albert Dumas/Blue Accordéon
  - Gespeeld door Daniel Andreyev

- Jean Pétri/Yellow Baguette
  - Gespeeld door Thomas Blumberg

- Catherine Fontaine/Pink à la Mode
  - Gespeeld door Wendy Roeltgen, en later, Nolwenn Daste

- Aramis Leclair/Silver Mousquetaire (1-4)
  - Gespeeld door Grégoire Hellot

Hulp
- Professor Aristide Brugonde
  - Gespeeld door Tibor Clerdouet

- Margarine
  - Gespeeld door Emilie Thore, en later, Clémence Perrot

Het Lexos keizerrijk
- Glou Man Chou
  - Gespeeld door David Guélou

- Extasy (1-4)
  - Gespeeld door Nadège Bessaguet, en later, Aurélie Maurice

- Warduke
  - Gespeeld door Jean-Marc Imbert

- Cancrelax
  - Gespeeld door Olivier Fallaix

- Zakaral (4-5)
  - Gespeeld door Patrick Giordano

## Mecha
- Jet Charlemagne : een vliegend fort waarin de Falcon D'Artagnan en de Johan Of Arc Mont worden vervoerd.
- Falcon D'Artagnan en Joan Of Arc Mount : voertuigen die combineren tot de France-Robot.
- Machine Chanteclerc : Silver Mousquetaire's persoonlijke mecha